# José Sanz Aguado
José Sanz Aguado (Martorell, 20 de noviembre de 1907 - Madrid, 14 de diciembre de 1969) fue un jugador de ajedrez español.

## Biografía
En su niñez, a los siete años, se trasladó a Madrid donde hacia 1925 empezó a destacar en el ajedrez. Durante la guerra civil española perdió una pierna y posteriormente se exilió en Francia.

## Resultados destacados en competición
Ganó el primer campeonato de Madrid de ajedrez en el año 1931, gracias a lo cual fue seleccionado para las Olimpíadas de ajedrez de Praga en 1931.
En 1932 tras el Torneo Nacional de Valencia, consiguió el título de maestro nacional. Ganó en Torneo Nacional de Madrid del año 1943, que le dio el derecho a retar al campeón Ramón Rey Ardid. Participó en los Torneos internacionales de Gijón de 1946 y 1949; alcanzando respectivamente los puestos noveno y décimo.
Fue campeón de España en el año 1943, al superar a Ramón Rey Ardid, por el tanteo de 5'5 a 4'5, (+4 =3 -3).
Participó en el match radiofónico entre Argentina y España de 1946.

## Periodismo
Fue director y fundador de la revista mensual especializada en ajedrez El ajedrez español, en sus 23 números, entre septiembre de 1934 a julio de 1936; En septiembre de 1955 dirigió la nueva época de la revista El ajedrez español hasta 1965.

## Partidas notables
|       |       |       |       |       |    |       |       |    |  |
|       | a8    | b8    | c8    | d8    | e8 | f8    | g8    | h8 |  |
| a7 pd | b7 rl | c7    | d7    | e7    | f7 | g7 pd | h7 kd |    |  |
| a6    | b6 bd | c6    | d6    | e6 pd | f6 | g6    | h6    |    |  |
| a5    | b5    | c5 pd | d5    | e5    | f5 | g5 pd | h5    |    |  |
| a4 nl | b4    | c4 pd | d4    | e4    | f4 | g4    | h4    |    |  |
| a3    | b3    | c3    | d3    | e3    | f3 | g3    | h3 pl |    |  |
| a2 pl | b2 pl | c2    | d2 rd | e2    | f2 | g2 pl | h2    |    |  |
| a1    | b1    | c1    | d1    | e1    | f1 | g1 kl | h1    |    |  |
|       |       |       |       |       |    |       |       |    |  |

Martín Ortueta - José Sanz Aguado, campeonato de Castilla, Madrid, 1933, Defensa Francesa 1. e4 e6 2. d3 d5 3. Cc3 Cf6 4. e5 Cfd7 5. f4 Ab4 6. Ad2 0-0 7. Cf3 f6 8. d4 c5 9. Cb5 fxe5 10. dxe5 Txf4 11. c3 Te4+ 12. Ae2 Aa5 13. 0-0 Cxe5 14. Cxe5 Txe5 15. Af4 Tf5 16. Ad3 Tf6 17. Dc2 h6 18. Ae5 Cd7 19. Axf6 Cxf6 20. Txf6 Dxf6 21. Tf1 De7 22. Ah7+ Rh8 23. Dg6 Ad7 24. Tf7 Dg5 25. Dxg5 hxg5 26. Txd7 Rxh7 27. Txb7 Ab6 28. c4 dxc4 29. Cc3 Td8 30. h3 Td2 31. Ca4 Txb2!! 32. Cxb2 c3 33. Txb6 c4!! 34. Tb4 a5!! 35. Cxc4 c2 ganando.

## Libros Publicados
José Sanz Aguado escribió los siguientes libros sobre ajedrez:
- Campeonatos de España de ajedrez, 1944-1945, editorial Dossat, Madrid, año 1945.
- Morphy, la estrella fugaz, editorial Ricardo Aguilera, Madrid, año 1957.[11]